# بری، نیو ساوت ولز

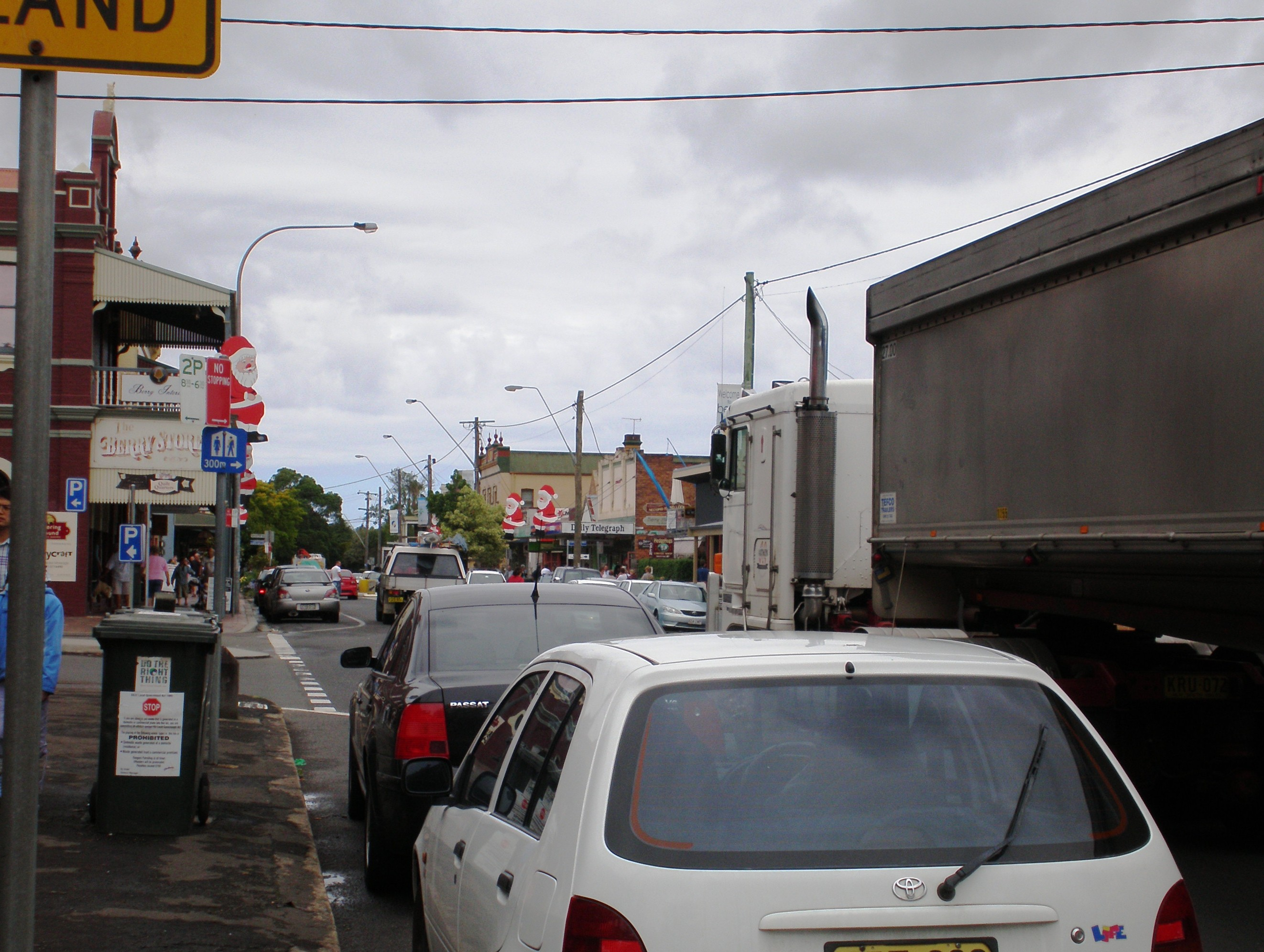
بری، نیو ساوت ولز

بری (به انگلیسی: Berry) یک شهرک در استرالیا است که در نیو ساوت ولز واقع شده‌است.